# 브라질나무쌀쥐
브라질나무쌀쥐 또는 남부아마존나무쌀쥐(Oecomys paricola)는 비단털쥐과 나무쌀쥐속에 속하는 설치류이다. 아마존 남부 브라질 중부 지역에서 발견되며, 저지대 열대 우림에서 서식한다.